# Zuzuvadi
Zuzuvadi es una ciudad censal situada en el distrito de Krishnagiri en el estado de Tamil Nadu (India). Su población es de 32474 habitantes (2011). Se encuentra a 60 km de Krishnagiri y a 26 km de Bangalore.

## Demografía
Según el censo de 2011 la población de Zuzuvadi era de 32474 habitantes, de los cuales 17295 eran hombres y 15179 eran mujeres. Zuzuvadi tiene una tasa media de alfabetización del 86,96%, superior a la media estatal del 80,09%: la alfabetización masculina es del 91,43%, y la alfabetización femenina del 81,73%.